# Józef Pawlusiak
Józef Pawlusiak (ur. 16 września 1956 w Wilkowicach) – polski kombinator norweski, skoczek narciarski, olimpijczyk z Lake Placid 1980.
Zawodnik klubu BBTS Włókniarz Bielsko-Biała (w latach 1972–1976,1979–1985) oraz WKS Zakopane (w latach 1977–1978). Mistrz Polski w kombinacji norweskiej w latach 1980, 1984 oraz brązowy medalista w latach 1977,1981–1982. Odnosił sukcesy również w skokach narciarskich, w których trzykrotnie był brązowym medalistą mistrzostw Polski w roku 1981 (skocznia 70-metrowa) oraz w 1982 (skocznia 70-metrowa i 90-metrowa).
W roku 1982 zajął 1. miejsce w kombinacji norweskiej w Memoriale B. Czecha i H. Marusarzówny.
Na igrzyskach olimpijskich w 1980 roku w Lake Placid zajął 17. miejsce indywidualnie.
Jest bratem olimpijczyków: Anny, Stanisława i Tadeusza oraz trenera narciarskiego Piotra.